# Northwestern Conference 2002
La Northwestern Conference 2002 è stata - con la North Central Conference - la sedicesima edizione del terzo livello del campionato italiano di football americano (prima con la denominazione Northwestern Conference, terza edizione a 5 giocatori); è stato organizzato dalla Northwestern conference sotto egida FIAF.

## Squadre partecipanti
| Club                   | Città (prov.)    | Stadio | Sponsor ufficiale | Risultato nella stagione 2001                          |
| ---------------------- | ---------------- | ------ | ----------------- | ------------------------------------------------------ |
| Centurions Alessandria | Alessandria      |        |                   | Esordio nel 2002                                       |
| Chargers Novi Ligure   | Novi Ligure (AL) |        |                   | Esordio nel 2002                                       |
| Neptunes CUS Bologna   | Bologna          |        |                   | Finalisti Serie C                                      |
| Rhinos Milano          | Milano           |        |                   | Esordio nel 2002                                       |
| Squali Genova          | Genova           |        |                   | 5º posto in regular season Winter League (Girone Nord) |

## Regular season

### Classifica
| Pos. | Squadra                | %V   | G | V | N | P | PF  | PS  |
| ---- | ---------------------- | ---- | - | - | - | - | --- | --- |
| 1    | Centurions Alessandria | .857 | 7 | 6 | 0 | 1 | 251 | 147 |
| 2    | Squali Genova          | .750 | 8 | 6 | 0 | 2 | 233 | 185 |
| 3    | Chargers Novi Ligure   | .571 | 7 | 4 | 0 | 3 | 209 | 213 |
| 4    | Neptunes CUS Bologna   | .375 | 8 | 3 | 0 | 5 | 211 | 228 |
| 5    | Rhinos Milano          | .000 | 8 | 0 | 0 | 8 | 172 | 309 |

## Playoff

### I NWC Bowl
Il I NWC Bowl si è disputato il 23 giugno 2002 ad Alessandria. L'incontro è stato vinto dagli Squali Genova sui Centurions Alessandria con il risultato di 38 a 12.

## Verdetti
- Squali Genova vincitori del NWC Bowl.